# بطولة الأمم الخمس 1966
بطولة الأمم الخمسة 1966 (بالإنجليزية: 1966 Five Nations Championship)‏ هو الموسم 72 من  بطولة الأمم الخمسة. كان عدد الأندية المشاركة فيه  5، وفاز فيه منتخب ويلز الوطني لاتحاد الرغبي.